# Hypocaccus metallicus
Hypocaccus metallicus är en skalbaggsart som först beskrevs av Herbst 1791.  Hypocaccus metallicus ingår i släktet Hypocaccus och familjen stumpbaggar. Arten är reproducerande i Sverige. Inga underarter finns listade i Catalogue of Life.